# Frankenberg (Saxônia)
Frankenberg é um município da Alemanha, situado no distrito de  Mittelsachsen, no estado da Saxônia. Tem 65,42 km² de área, e sua população em 2019 foi estimada em 13.940 habitantes.